# Francisco Herrera den yngre
Francisco Herrera d.y., född 1622 i Sevilla, död 25 augusti 1685 i Madrid, var en spansk målare, även verksam som arkitekt. Han var son till Francisco Herrera den äldre.
Heerera målade genrescener, gärna med fiskar, och senare huvudsakligen religiösa motiv i olja och al fresco, ofta med sparsamt arbete med detaljerna men med glödande kolorit. Han huvudverk är Det heliga sakramentets triumf (katedralen i Sevilla) och Den helige Hermengilds triumf (Pradomuseet). Med Pilarkatedralen i Zaragoza skapade han Spaniens första barockkyrka.